# Leopold Kuhn
Leopold Kuhn (16. August 1861 in Wien – 16. Jänner 1902 bei Wien) war ein österreichischer Theaterdirektor, Kapellmeister und Komponist.

## Leben
Kuhn leitete von 1890 bis 1900 während der Sommermonate das Kurtheater in Bad Hall. Als Kapellmeister war er 1895/96 am Theater an der Wien und 1896/97 am Thaliatheater in Berlin. Im Herbst 1898 wurde er Direktor am Stadttheater Czernowitz. Eine unheilbare Krankheit zwang die Direktion bald abzugeben. Er wurde in eine Nervenheilanstalt eingewiesen und starb im Alter von 40 Jahren.
Kuhn, der auch komponierte, hatte unter anderem die Musik zur Posse Das arme Mädel geschrieben.